# 中山广播电视台
中山广播电视台是中华人民共和国广东省中山市的一家广播电视播出机构。成立于1985年。為中共中山市委直屬的正處級事業單位，也是中共中山市委、中山市人民政府的市級廣播電視媒體。

## 历史
中山廣播電視台的前身是中山電視台與中山人民廣播電台。其中，中山电视台于1984年6月26日成立，并于1985年3月18日透过11频道正式启播:1296:249，1988年随地级中山市的建立成为市级媒体:192。1999年11月19日，中山电视台合并中山有线电视台:1332。而中山人民廣播電台則於1984年6月26日試播廣播節目，1985年11月23日，電台開通調頻立體聲節目，并使用90.4兆赫和98.8兆赫两个電台頻率对外播送广播节目:1295。
2004年3月23日，中山廣播電視台掛牌成立，為南方廣播影視傳媒集團的下屬單位。2005年2月6日，中山人民广播电台、中山电视台、中山无线电讯号发射台三台正式合并，组建中山广播电视台:1332，同年6月5日，该台开通第二条广播频率环保旅游之声，電台頻率為88.8兆赫，而其主频综合广播的訊號则已覆蓋中山市全境和珠三角大部分縣市，在香港、澳門两地亦可接收其讯号:1331。
2014年5月28日，珠三角地级市实施電視互相落地措施，自此佛山、肇慶、惠州、清遠、珠海、江門、东莞等邻近县市的民眾可透过在地的有线电视网络接收中山广播电视台主频新聞綜合頻道的讯号，该频道随后亦于澳门落地播出。2022年12月，中山广播电视台旗下两条电视频道公共频道、教育频道轉型合併，並調整為專業的香山文化頻道。

## 旗下资产

### 电视频道
| 頻道名稱     | 语言        | 广播格式                    | 啟播時間      | 频道前身                                      | 備註 | 備註 |
| 综合频道     | 粵語 普通話 | SD: PAL 576i 16:9 HD：1080i | 1984年10月1日 | 中山电视台                                    | 中山市第一個无线電視頻道，現時以新聞、時事、專題類節目為主                                                               |      |
| 香山文化频道 | 粵語 普通話 | SD: PAL 576i 16:9 HD：1080i | 2022年12月1日 | 中山广播电视台公共频道 中山广播电视台教育频道 | 中山市第一個有线電視頻道，原為政策性電視頻道和以教育节目为主的频道，2022年合并為香山文化频道，現時以生活、文艺类節目為主 |      |

### 广播频率
| 頻道名稱                | 语言        | 频道频率 | 啟播時間      | 频道前身         | 備註                                                         |
| 综合广播（新锐967）     | 普通話      | FM96.7   | 1984年9月24日 | 中山人民广播电台 | 以新聞為主，集新聞性、公益性、服務性、監督性為一體的綜合頻率 |
| 环保旅游之声（快乐888） | 粤语 普通話 | FM88.8   | 2005年6月5日  |                  | 主要提供文化娛樂新聞、文學、音樂、娛樂節目                   |